# Raoul and the Kings of Spain
Raoul and the Kings of Spain (Raúl y los Reyes de España) es el quinto álbum del grupo inglés Tears for Fears. Como el disco anterior, Elemental, es esencialmente una creación en solitario de Roland Orzabal.
Fue grabado entre 1993 y 1994, y fue lanzado en 1995. Es quizás el álbum más personal de Roland Orzabal como miembro de Tears for Fears ya que las letras de las canciones, revelan ciertos pasajes o metáforas relacionadas con su vida personal y a la de gente cercana a él como familiares o amistades.
Fue el segundo álbum de estudio de Tears for Fears sin la presencia de Curt Smith. El material fue realizado con la colaboración de Alan Griffiths, quien ya había trabajado junto a Roland en el antecesor disco (Elemental). La gira "Live Kings Tour" fue emprendida para promocionar el álbum y Tears for Fears llegó a presentarse en escenarios de Estados Unidos, Europa y América del Sur. Los temas más destacados fueron: "God's Mistake", "Raoul and the Kings of Spain" y "Falling Down". 
Raoul and the Kings of Spain es a menudo considerado como el álbum más rock de la banda, además de ser testigo de la vuelta de Oleta Adams, que canta a dúo con Orzabal en el tema "Me and My Big Ideas".

## Antecedentes
Raoul and the Kings of Spain fue grabado entre 1993 y 1994 por Roland Orzabal, Alan Griffiths y la banda con la que estuvieron de gira durante la gira Elemental de agosto a diciembre de 1993 (Gail Ann Dorsey, Brian MacLeod, Jeffrey Trott y Jebin Bruni). Las sesiones de grabación del álbum tuvieron lugar en Neptune's Kitchen (el estudio casero de Orzabal en Dyrham, Inglaterra, donde se grabó Elemental) y en la Record Plant de Los Ángeles.
El álbum, según Orzabal, tiene como tema recurrente las relaciones familiares y ahonda en su propia herencia española. El título del álbum se barajó ya en la década de 1980 como posible candidato para el tercer álbum de la banda (que finalmente se convirtió en The Seeds of Love). Raoul era originalmente el nombre de pila de Orzabal al nacer, antes de que sus padres lo anglicizaran como Roland (Orzabal dio posteriormente el nombre de "Raoul" a su primer hijo, nacido en 1991).
En un principio, Mercury Records iba a publicar el álbum, pero el proyecto se canceló después de que Tears for Fears abandonara el sello para firmar con Sony/Epic Records. Finalmente, Sony publicó el álbum en octubre de 1995 con una lista de canciones ligeramente diferente y una nueva portada.
El álbum alcanzó el número 41 en el Reino Unido y el 79 en Estados Unidos, pero tuvo más éxito en Europa continental, llegando al número 13 en Bélgica (Valonia) y al número cinco en Francia. No fue bien recibido por la crítica, que criticó sobre todo las letras de Orzabal, que Tom Demalon, de AllMusic, describió como "o inescrutables o vergonzosamente tontas". También calificó algunos arreglos musicales del álbum de "realmente bonitos, aunque poco emocionantes".
El álbum incluye un reencuentro con Oleta Adams, que había grabado y girado extensamente con la banda para el álbum The Seeds of Love, y aquí hace dúo con Orzabal en el tema "Me and My Big Ideas".
La fotografía de la portada, titulada Running Them In at Pamplona, es obra de José Galle y representa el festival anual "Encierro de los toros" que se celebra en Pamplona (España). Varias fotografías de la cubierta interior son de David Tack, tomadas de su libro Impresiones de España, publicado por Quartet (el torero a caballo de la página 4 es Rafael Peralta, un famoso rejoneador español). Las fotos de Orzabal de la funda interior son de Pamela Springsteen, tomadas en el histórico Mission Inn de Riverside, California, donde se rodó el vídeo promocional de "Raoul and the Kings of Spain".
Tras Raoul and the Kings of Spain, Orzabal prescindió del nombre Tears for Fears y publicó el álbum Tomcats Screaming Outside (2001) bajo su propio nombre como su primer (y hasta la fecha único) álbum en solitario. Tras reunirse con Curt Smith en 2000, Orzabal reactivó el nombre de la banda y el sexto álbum de Tears for Fears, Everybody Loves a Happy Ending, se publicó en 2004.
Raoul and the Kings of Spain fue reeditado en agosto de 2009 por Cherry Pop Records, con siete temas extra (véase más abajo).

## Títulos
1. "Raoul and the Kings of Spain" (Orzabal/ Alan Griffiths) – 5:15
2. "Falling Down" (Orzabal) – 4:55
3. "Secrets" (Orzabal/ Griffiths) – 4:41
4. "God's Mistake" (Orzabal/ Griffiths) – 3:47
5. "Sketches of Pain" (Orzabal) – 4:20
6. "Los Reyes Católicos" (Orzabal/ Griffiths) – 1:44
7. "Sorry" (Orzabal/ Griffiths) – 4:48
8. "Humdrum and Humble" (Orzabal/ Griffiths) – 4:10
9. "I Choose You" (Orzabal) – 3:25
10. "Don't Drink the Water" (Orzabal/ Griffiths) – 4:50
11. "Me and My Big Ideas" (Orzabal/ Griffiths) – 4:32
12. "Los Reyes Católicos" (Reprise) (Orzabal/ Griffiths) – 3:43

## Personal
- Roland Orzabal - voz principal, guitarras, teclados
- Alan Griffiths - teclados, guitarras
- Jebin Bruni - órgano Hammond
- Jeffrey Trott - guitarras
- Gail Ann Dorsey - bajo
- Brian MacLeod - batería, percusión
- Oleta Adams - voz invitada en "Me and My Big Ideas"
- Mark O'Donoughue - coros

## Producción
- Productores - Tim Palmer, Roland Orzabal y Alan Griffiths
- Ingeniero - Mark O'Donoughue
- Masterización - Bob Ludwig